# Bent Jbeil (district)
Bent Jbeil is een district in het gouvernement Nabatiye in Libanon. De hoofdstad is de gelijknamige stad Bent Jbeil.
Bent Jbeil heeft een oppervlakte van 264 km² en een bevolkingsaantal van 53.000.